# وینکو یلوواتس
وینکو یلوواتس (کرواتی: Vinko Jelovac؛ زادهٔ ۱۸ نوامبر ۱۹۴۸) بازیکن و مربی بسکتبال اهل یوگسلاوی بود.
وی در مسابقات کشوری و بین‌المللی در مجموع برندهٔ ۵ مدال طلا، ۵ مدال نقره شده‌است.